# 小行星1919
小行星1919（1919 Clemence）是一颗围绕太阳公转的小行星。1971年9月16日，詹姆斯·B·吉布森（James B. Gibson）、卡洛斯·塞斯科在圣胡安省发现了此天体。
該小行星以美國天文學家傑拉德·莫里斯·克萊門斯命名。
这颗小行星的绝对星等为99.85184067308811等。